# 特里梅大電鱝
特里梅大電鱝（學名：Tetronarce tremens），又稱特里梅大電鰩，為軟骨魚綱電鰩目電鰩科大電鱝屬的一種，被IUCN列為極危保育類動物，分布於東太平洋哥斯大黎加至智利海域，深度0至700公尺，體長可達90公分，棲息大陸棚沙泥底質水域，單獨活動，屬肉食性，在夜間捕食，以魚類及無脊椎動物為食，體具有發電器官，用來防禦或捕食，卵胎生，生活習性不明。